# Elegia intermedia
Elegia intermedia là một loài thực vật có hoa trong họ Restionaceae. Loài này được (Steud.) Pillans mô tả khoa học đầu tiên năm 1928.